# 馬世濟
馬世濟（1650年—1714年），字元愷，遼陽左衛（今遼寧省遼陽市）人，本貫山東蓬萊，清朝政治人物。

## 生平
生于順治七年庚寅（1650年）正月二十八日壬午，康熙九年（1670年）随父馬雄鎮赴任廣西，十三年二月孫延齡起兵响应吴三桂，携带密奏，突围而出，六月逃至京师告急，被任命为卿员。十六年其父母及其弟、其妻等一同被杀，前往收敛骸骨。服除後，授大理寺少卿，不久升光禄寺卿。二十一年（1682年）擢左副都御史，督建四省漕船于江南。摄工部侍郎，理錢法。二十四年由刑部侍郎遷兵部，知武舉。二十五年欽命重臣四人，会同三法司清理刑獄，馬世濟为其一。同年冬十月改吏部右侍郎，数月后，二十六年四月命巡抚貴州，五月陛辞。二十七年三月升漕运总督，二十八年正月康熙南巡，前往迎驾，三月因病随同回京，致仕养病。康熙五十三年甲午（1714年）十月六日卒，享年六十五。

## 家族
先世为山东登州府蓬莱县人，始祖諱馬英，为遼東保義副尉，遂占籍遼陽左衛。高祖父馬文舉，始为关东望族，娶岳氏、陳氏。曾祖父馬重德，官江南太平府别駕，祖母楊氏。父馬與遴，精通理學。母趙氏。
祖父馬鳴珮，两江总督。父马雄镇，字錫蕃，號坦公，由國史院学士擢副都御史、巡抚广西，康熙十三年甲寅二月孫延齡叛應吴三桂，十六年被杀。贈太子少保兵部尚書，謚文毅。元配张氏，继娶李氏。李氏從夫殉难，并贈夫人。张氏生長子世濟。
元配董夫人（1651年-1677年），生順治八年辛卯年九月初三日，康熙十六年丁巳十月十二日殉節，年二十七。继配连氏。
- 長子馬國楨，九歲携带祖父第三封奏疏，乘夜穴垣出桂林，間道奔京师。曾任江南布政司參議，分守江常镇道，董氏出，娶程氏。
- 次子馬國模，太學生，侧室张氏出，娶丁氏；
- 次馬國機，候选县丞，连氏出，娶佟氏；
- 次馬國楷，太学生，侧室劉氏出，娶邓氏。
- 孫子有馬日炳（文昌知縣）、馬日煊、馬日焕、馬日炯、馬日燁。